# Neoxyphinus coari
Neoxyphinus coari – gatunek pająków z rodziny Oonopidae.

## Taksonomia
Gatunek ten opisany został po raz pierwszy w 2017 roku przez Níthomasa M. Feitosę i Daniellę F. Moss na łamach „Zootaxa”. Jako lokalizację typową wskazano Base de Operações Geólogo Pedro de Moura w Coari w brazylijskim stanie Amazonas. Epitet gatunkowy pochodzi od tejże lokalizacji.

## Morfologia
Holotypowy samiec ma 1,97 mm, a paratypowa samica 2,26 mm długości ciała. Karapaks ma proste w zarysie, obrzeżone i pozbawione ząbkowania krawędzie boczne oraz pozbawiony jest kolców na powierzchniach tylno-bocznych. Jego ubarwienie jest pomarańczowobrązowe, a powierzchnia gładka u obu płci. U obu płci na tylnym brzegu karapaksu nie występują dwie pary powiększonych kieszonek szczecinkowych. Wysoki i w widoku przednim prosty nadustek ma lekko obrzeżoną krawędź. Kolor szczękoczułków, szczęki i wargi dolnej jest pomarańczowobrązowy. Pomarańczowobrązowe, tak długie jak szerokie sternum u obu płci pozbawione jest dołków na powierzchni. Odnóża są żółte. Opistosoma (odwłok) u samca ma pomarańczowobrązowe, gładkie, w przedniej części pozbawione ząbków skutum grzbietowe oraz pomarańczowobrązowe skutum epigastryczne i postepigastryczne. 
Genitalia samicy cechują się płytką płciową o stosunkowo małym przedsionku z lekko łukowato wygiętą krawędzią tylną, niewyraźnymi apodemami i podługowatym elementem środkowym. Nogogłaszczki samca są w całości żółte, wyposażone w ciemny embolus o wykształconych guzku przednio-bocznym i proksymalnej listewce w części przednio-bocznej. 

## Rozprzestrzenienie
Pająk neotropikalny, endemiczny dla Brazylii, znany ze stanów Amazonas i Pará. 